# Nežichov
Nežichov (německy Neschikau) je malá vesnice, část města Toužim v okrese Karlovy Vary v Karlovarském kraji. Nachází se asi šest kilometrů jižně od Toužimi. Nežichov je také název katastrálního území o rozloze 7,48 km².

## Historie
První písemná zmínka o vesnici pochází z roku 1273.

## Obyvatelstvo
| Rok            | 1869 | 1880 | 1890 | 1900 | 1910 | 1921 | 1930 | 1950 | 1961 | 1970 | 1980 | 1991 | 2001 | 2011 | 2021 |
| -------------- | ---- | ---- | ---- | ---- | ---- | ---- | ---- | ---- | ---- | ---- | ---- | ---- | ---- | ---- | ---- |
| Počet obyvatel | 136  | 131  | 142  | 139  | 141  | 142  | 144  | 36   | 48   | 39   | 30   | 18   | 12   | 41   | 33   |
| Počet domů     | 16   | 17   | 17   | 21   | 22   | 23   | 24   | 15   | 15   | 7    | 7    | 8    | 9    | 13   | 15   |

## Obecní správa
Při sčítání lidu v letech 1869–1930 Nežichov byl samostatnou obcí v okrese Žlutice. V roce 1950 byl osadou obce Třebouň v okrese Toužim. V letech 1961–1968 byl částí obce Dobrá Voda v okrese Karlovy Vary. Od 19. května 1968 do 31. prosince 1975 byl opět častí obce Třebouň v okrese Karlovy Vary. Od 1. ledna 1976 je částí města Toužim v okrese Karlovy Vary.

## Pamětihodnosti
Do jižní části katastrálního území vesnice zasahuje přírodní památka Blažejský rybník.